# Hispano Aviación
La Hispano Aviación S.A. (Hasa) era un'azienda aeronautica spagnola che iniziò la propria produzione nel 1939, dopo che uno stabilimento della Hispano-Suiza venne isolato nell'area "Nazionalista" durante lo svolgimento della guerra civile spagnola.
Situata nel Triana, quartiere di Siviglia, ha prodotto diversi modelli, tra cui l'HA-100 Triana, l'HA-200 Saeta, il Tripala ed il Buchon versioni del Hispano Aviación HA-1112, il Messerschmitt Bf 109 G-2 costruito su licenza.
L'azienda venne poi rilevata dalla Construcciones Aeronáuticas S.A. (CASA) nel 1972.